# Obwód Lwów Wschód Armii Krajowej
Obwód Lwów Wschód – jednostka terytorialna Związku Walki Zbrojnej, a później Armii Krajowej.
Obwód wchodził w skład Inspektoratu Lwów Miasto Okręgu Lwów Obszaru Południowo-Wschodniego AK.

## Komendanci
- ppłk Władysław Kotarski „Druh”,
- por. Władysław Zych „Falko”,
- por. Leszek Kozioradzki „Bohowityn”.
- ppłk Władysław Smereczyński „Esem”,
- p.o. ppłk Adolf Galinowski „Robert”,
- płk Ludwik Czyżewski „Franciszka”,
- ppłk dypl. Stefan Czerwiński „Luśnia”.